# Malleastrum sepaliferum
Malleastrum sepaliferum är en tvåhjärtbladig växtart som beskrevs av J.F. Leroy & M. Cheek. Malleastrum sepaliferum ingår i släktet Malleastrum och familjen Meliaceae. Inga underarter finns listade i Catalogue of Life.